# Stazione di Eranova
La stazione di Eranova era una stazione ferroviaria posta sulla linea Battipaglia-Reggio Calabria. Serviva il centro abitato di Eranova, frazione del comune di Gioia Tauro, posto a 5,56 km da esso, in provincia di Reggio Calabria.

## Storia
La stazione venne creata nell'immediato dopoguerra in seguito alla ricostruzione della rete principalmente per aumentare la potenzialità della linea ancora a binario unico e nel contempo fornire un servizio di trasporto per l'area a forte vocazione agricola. Venne soppressa con l'orario di servizio del 14 dicembre 2003.